# Chiesa di Santa Maria Juvenia
La chiesa di Santa Maria Juvenia o di Santa Maria d'Iseo è un edificio religioso sorto nel IX secolo e poi modificato in stile barocco che si trova al confine fra l'ex comune di Iseo, ora frazione di Bioggio, e Vernate, ma nel territorio di quest'ultimo.

## Storia
La chiesa fu citata con vari nomi: la prima, nella quale viene indicata come sede delle vicinie di Cimo, Iseo e Vernate, risale al 1378. Nei documenti storici ricorrono i nomi di Santa Maria Juvenia, de Giovenia, Zuvenie e Invenia, ma anche "Santa Maria de Vernate" (1411).
Fu però un'indagine archeologica, condotta nel 1986 a permettere di verificare il periodo della prima costruzione dell'edificio: l'abside risale al IX secolo, mentre la navata, o almeno il suo allungamento, è di due secoli successiva. Tre secoli dopo le navate diventarono due, e nel XV secolo fu realizzato il coro, di forma poligonale, che modificò l'orientamento della chiesa. L'aspetto attuale, con una nuova modifica nell'orientamento, si deve però al XVII secolo, quando il coro diventò rettangolare e la chiesa assunse il suo odierno aspetto barocco (1671-1677). Nel campanile sono conservate tre campane del 1822.